# Горьківський напрямок Московської залізниці
| Горьківський напрямок МЗ         |                      |
| Країна                           | Росія                |
| Статус                           | діюча                |
| Роки роботи                      | з 1858               |
| Підпорядкування                  | Російські залізниці  |
| Експлуатаційна довжина залізниці | 125 км               |
| Ширина колії                     | 1 520 мм             |
| Тип електрифікації               | постійний струм 3 кВ |
|                                  |                      |

Горьківський напрямок Московської залізниці — залізнична лінія, що прямує на схід від Москва-Пасажирська-Курська по території Москви, Московської та Владимирської областей. Довжина головного ходу (від Москва-Пасажирська-Курська до станції Петушки) — 125 км.

## Опис
Головний хід адміністративно відноситься до Московсько-Курському регіону Московської залізниці.
Рухомий склад для приміського пасажирського сполучення надає моторвагонне депо ТЧ-4 Залізнична. На кінець 2010-х основу парку рухомого складу становлять електропоїзди ЕД4М.
Горьківський напрямок включає лінії та станції пересадок:
- Головний хід Москва-пас.-Курська — Петушки (за винятком самої станції, яка належить до ГЗ).
  - Прокладено по територіях Москви, Московської області, Владимирській області
  - Від станції Москва-пас.-Курська до станції Желєзнодорожна на головному ходу є 3 колії (будується 4-а), далі — 2. Третя північна колія переважно використовується для руху електропоїздів «Супутник» сполученням Москва-пас.-Курська — Залізнична, приміських експресів, швидкісних поїздів «Стриж» та «Ластівка» сполученням Москва — Нижній Новгород та поїздів далекого прямування, час від часу ним також курсують вантажні та службові потяги від станції Кусково.
  - На платформі Чухлинка можлива пішохідна (200 метрів) пересадка на станцію Перово Казанського/Рязанського напрямків МЗ.
- Одноколійне відгалуження Реутово — Балашиха з прямим приміським сполученням з Москва-пас.-Курська (у вересні 2014 року почалася прокладка другої колії на ділянці Реутово — Стройка)[1].
- Примикання хордової лінії Митищі — Фрязево Ярославського напрямку (пересадка на електропотяги Ярославського напрямку, в тому числі від/до Москва-пас.-Ярославська)
- Відгалуження Фрязево — Захарово. Двоколійне до Електросталі, далі до Захарово одноколійне. З прямим приміським сполученням з Москва-пас.-Курська.
- Одноколійне відгалуження Павловський Посад — Електрогорськ з прямим приміським сполученням з Москва-пас.-Курська.
- На вузловій станції Орехово-Зуєво можлива пересадка на електропотяги Великого Кільця МЗ, прямуючі до Александров-1 (на північ ) та Куровської (на південь), а також на швидкісний електропоїзд «Ластівка» сполученням Москва — Нижній Новгород, що здійснює на цій станції свою першу від Москви (з боку Нижнього Новгорода — останню) зупинку.

На вузловій станції Москва-пас.-Курська (Курський вокзал) пересадка з приміських електропоїздів Горьковського напрямку на:
- Станції московського метро «Курська», «Чкалівська»
- Поїзди далекого прямування по Горьківському та Курському напрямкам МЗ
- Приміські електропоїзди Курського напрямку (на південь)
- Транзитні приміські електропоїзди на Ризький напрямок (на північний захід) через Олексіївську сполучну лінію
- Транзитні приміські електропоїзди на Білоруський напрямок (на захід) через Олексіївську сполучну лінію та Москва-Пасажирська-Смоленська
- Швидкісні потяги «Стриж» та «Ластівка» в Нижній Новгород
- Хоча транзитний безпересадковий рух з Горьківського напряму на північ на Олексіївську сполучну лінію і далі можливий, воно використовується в приміському русі обмежено: один електропоїзд в день від Орехово-Зуєво до Москва-Каланчевська на 2012-2013 рік; в 2010-2011 роках також використовувалося «Сапсаном» маршруту Санкт-Петербург — Нижній Новгород.

Пересадка на станції московського метро також можлива на проміжних зупинках:
- Платформа Серп і Молот — на станції метро «Площа Ілліча», «Римська»
- Платформа Новогіреєво — пішохідна пересадка (близько 900 м) або громадський транспорт на станцію метро «Новогіреєво»
- Станція Реутово — пішохідна пересадка (близько 800 м) або громадський транспорт на станцію метро «Новокосино»

Основні колії Горьківського напряму повністю електрифіковані. Всі пункти зупинки обладнані високими платформами.
На початок ХХІ століття Горьківський напрямок МЗ є одним з найзавантаженіших на Московському вузлі. Сумарне населення міст, селищ та інших населених пунктів, що знаходяться в безпосередній близькості від залізниці, становить близько мільйона осіб. Багато електропотягів у годину пік ходять різко перевантаженими, тим самим створюються тиснява та інші проблеми для пасажирів. Найбільшими станціями за пасажиропотоком є станції Залізнична, Орехово-Зуєво, Павловський Посад, Ногінськ, а також платформа Кучино.